# Kandebærer-familien
Kandebærer-familien (Nepenthaceae) er udbredt med kun én slægt i de tropiske regnskove fra Madagaskar til det østlige Indonesien. Det er insektædende planter, som let kan genkendes på de lågbærende "kander", de danner for enden af en snoet forlængelse på bladet. Bladet selv er bredt ovalt og helrandet. Planterne er særbo og frøene er meget små.
| Slægter |

- Kandebærer (Nepenthes)